# HMS Jason (J99)
Pour les autres navires du même nom, voir HMS Jason.
Pour les articles homonymes, voir J99.
Le HMS Jason (pennant number J99) est un navire hydrographique et un dragueur de mines de la classe Halcyon construit pour la Royal Navy dans les années 1930 et utilisé pendant la Seconde Guerre mondiale

## Construction
Le Jason est commandé le 4 septembre 1936 pour le chantier naval de Ailsa Shipbuilding Company de Troon en Ecosse. La pose de la quille est effectuée le 12 décembre 1936, le Jason est lancé le 6 octobre 1937 et mis en service le 9 juin 1938.
Il est parrainé par la communauté civile de St Austell dans les Cornouailles pendant la campagne nationale du Warship Week (semaine des navires de guerre) en décembre 1941.
Le Jason est l'un des quatre navires basés sur la conception de Halcyon qui sont utilisés pour les travaux hydrographiques. De ce nombre, deux navires (le Franklin (J84) et le Scott (J79)) sont conçus pour les relevés hydrographiques et deux navires (le Jason et le Gleaner (J83)) sont principalement conçus comme dragueur de mines. Une grande salle de cartes est construite à l'extrémité du gaillard avant et le pont est agrandi.
La classe Halcyon est conçue pour remplacer la classe Hunt précédente et varie en taille et en propulsion en fonction de sa construction.
Après la fabrication des 5 premiers Halcyon, et ses 2 exemplaires d'une variante, le deuxième groupe de 14 navires dont fait partie ce navire est lancé avec comme principale modification sa propulsion. Ils déplacent 828 t à charge standard et 1 311 t à pleine charge. Les navires ont une longueur totale de 74,75 m comme la variante de la première série, un maître-bau de 10,21 m et un tirant d'eau de 2,7 m.
Ils sont propulsés par deux turbines à vapeur Parsons (alors que la première série des Halcyon possédait des machines à vapeur verticales compound ou triple expansion), chacune entraînant un arbre, utilisant la vapeur fournie par deux chaudières à trois cylindres Admiralty. Les moteurs produisent un total de 1 750 ch (2 370 kW) et donnent une vitesse maximale de 16,5 nœuds (30,6 km/h). Il transporte au maximum 247 t de mazout, ce qui lui donne un rayon d'action de 7 200 milles marins (13 300 km) à 10 nœuds (19 km/h). L'effectif du navire est composé de 80 officiers et hommes d'équipage.
Le Jason est armé de deux canons antiaériens QF de 4 pouces (10,2 cm). Il est également équipé de huit mitrailleuses Lewis de .303 British (7,7 mm). Plus tard dans sa carrière, le montage de son canon arrière de 4 pouces est enlevé comme l'est également la plupart des mitrailleuses Lewis. Un montage quadruple mitrailleuses de 12,7 mm Vickers est ajouté comme jusqu'à quatre montures simples ou jumelles pour canon de 20 mm Oerlikon AA (AntiAérien). Pour le travail d'escorte, son équipement de dragage de mines peut être échangé contre environ 40 charges de profondeur.

## Histoire
Mis en service le 9 juin 1938, le Jason effectue des relevés sur la côte sud de l'Angleterre et le canal de Bristol. Il effectue deux relevés principales en 1938 et 1939. Le Jason n'est pas armé jusqu’au déclenchement de la Seconde Guerre mondiale.

### Seconde Guerre mondiale

#### Eaux intérieures
Bien que le Jason soit conçu comme un dragueur de mines, en septembre 1939, il est converti en navire anti-sous-marin et affecté à la 1re force de frappe anti-sous-marine (1st Anti-submarine striking force) à Belfast. Ses premiers dommages mineurs sont subis le 12 octobre lorsqu'il échoue à Rowe Point. Les réparations sont terminées le 17 octobre et il est déployé dans les eaux intérieures pour la défense des convois, mais il doit effectuer d'autres réparations le 3 août 1940, cette fois en raison de problèmes sur ses chaudières.
Après les réparations, le Jason est de nouveau déployé pour la défense des convois, cette fois dans les approches du Nord-Ouest, au cours de laquelle il est attaqué à plusieurs reprises par les sous-marins allemands U-Boote U-32 et U-28 . Bien que le Jason ne soit pas endommagé dans ces attaques, quatre navires marchands sont perdus. Le 25 septembre, le Jason récupère 18 survivants du navire marchand britannique Mabriton du convoi OB 216, parti de New-York en direction de Liverpool, torpillé et coulé par le U-32 à la position géographique de 56° 12′ N, 23° 00′ O.
Après un mois dans ce rôle, encore plus de réparations sont nécessaires après une collision avec le remorqueur de sauvetage Scheldt, dans lequel il subit des dommages structurels importants à son étrave. Cette fois, les réparations sont effectuées au Chantier naval de Rosyth (HM Dockyard, Rosyth), et, à sa libération, il est déployé à la Force d’escorte de Rosyth pour défendre le transport allant et venant du Clyde.
Dans le cadre de la Rosyth Escort Force, il subit de nouveau une attaque de U-Boote en octobre alors qu’il escorte le convoi HX 79 (totalisant 49 navires) au large de Rockall parti de Halifax en direction de Liverpool . Cette attaque de U-boote fait partie des attaques les plus victorieuses de la guerre, avec dix navires perdus pour le seul convoi HX 79. Le Jason n'a cependant pas été endommagé. Le 19 octobre, le Jason recueille 39 survivants du navire marchand hollandais Bilderdijk torpillé et coulé par le U-38, ainsi que 40 survivants du navire marchand britannique Uganda torpillé et coulé par le U-47, les deux navires à la position géographique de 56° 35′ N, 17° 17′ O. Le lendemain, le 20 octobre, ce sont 111 rescapés que le Jason secourt du navire marchand britannique Loch Lomond torpillé et coulé par le U-100 à la position géographique de 56° 00′ N, 14° 30′ O. Aucun des huit sous-marins attaquants n'a été coulé.
Après cela, le Jason est principalement affecté à un rôle anti-aérien, et le nombre de canons anti-aériens a été augmenté sur le navire en 1941. À plusieurs reprises, au début de 1941, il doit utiliser cet armement supplémentaire pour repousser les attaques d'avions allemands. Aucun navire n'a été endommagé dans aucune de ces attaques, parfois grâce aux tirs antiaériens direct du Jason.
Le Jason est de nouveau mis en réparation le 21 juillet 1941 à Leith, après quoi il escorte d'autres convois à travers des temps plus calmes. Au milieu de 1942, il est de nouveau mis en réparation et de ré-équipements qui, avec les essais, durent jusqu'au début de 1943. Une partie des améliorations était en préparation pour sa nouvelle mission, qui est d'opérer dans les eaux arctiques avec des navires de l'Union soviétique.

#### Eaux soviétiques
Sa première mission dans ce nouveau rôle est d'escorter le convoi arctique JW 53 à Mourmansk le 15 février 1943 composés de 28 navires marchands et de 48 navires d'escortes. Les choses ne commencent pas bien, avec plusieurs navires incapables de commencer le voyage. Le convoi rencontrent des conditions météorologiques terribles dès le début, l'un des pires vécus par des convois russes. Le Jason est le navire de tête et fait un travail remarquable de maintenir l'ordre dans la confusion qui voit plusieurs navires endommagés. Le croiseur léger Sheffield (24) se fait arracher le blindage d'une de ses tourelles par les mers démontés le premier jour. La visibilité est si mauvaise qu'il est rarement clair de visualiser le nombre de navires étaient à la hauteur du convoi, et la communication est en est réduite.
Le troisième jour, le chalutier d'escorte Lord Middleton (FY219) subit des inondations et est forcé de se retirer à Scapa Flow, une autre escorte, la corvette Dianella (K07), quitte également le convoi pour escorter le Lord Middleton. Ce jour-là encore, le chalutier Komiles subit des dommages et est forcé de se retirer vers les îles Féroé. Un signal SOS est reçu du Komiles deux jours plus tard car il a subi des dommages à la coque dans la tempête.
Le lendemain apporte encore plus de chaos. Les mers lourdes rendent la communication visuelle presque impossible, et le Jason est endommagé par les conditions météorologiques et est forcé d'effectuer des réparations sur la goulotte de ventilation. Dans l'après-midi, il ne reste plus que 22 navires dans le convoi, les autres ayant reculé. Au cours des jours suivants, d’autres destroyers et corvettes rejoignent l’escorte, mais les destroyers Pytchley (L92) et Middleton (L74) partent pour Seyðisfjörður, en Islande, pour se ravitailler en carburant.
Les conditions météorologiques commencent à s'éclaircir le 23 février, mais des avions allemands aperçoivent le convoi et un jour plus tard, le convoi est attaqué par les U-Bootes U-255 et U-622. Les escortes réussissent à défendre le convoi et aucun navire n'est endommagé. Les attaques aériennes de 21 Junkers Ju 88 suivent au cours des deux jours suivants, mais, de nouveau, l'escorte empêche de causer des dommages au convoi.
Le 26 février, des destroyers soviétiques se joignent à l'escorte et arrivent dans la baie de Kola à Mourmansk le lendemain, avec seulement 15 navires se rendant au port soviétique.
Avec le Britomart (J22), le Jason est stationné dans le nord de la Russie pendant les prochains mois en tant que dragueur de mines et de patrouille. Tout au long de cette période, ils subissent une attaque aérienne constante, mais ni l'une ni l'autre ne subisse de dommages importants (deux bombes frappent le Britomart et glissent le long du pont, mais ni l'une ni l'autre n’explose). Il est à noter que les normes de l'équipage ont chuté de façon significative depuis l'exploitation dans les eaux soviétiques, mais les deux navires ont si bien fonctionné que les Russes ont proposer de les acheter. Le 1er novembre 1943, il rejoint le convoi RA 54 en tant qu'escorte et retourne au Royaume-Uni.

#### Débarquement de Normandie
Du 22 novembre 1943 au début de 1944, le Jason subit une autre vaste rénovation au HMNB Portsmouth. À la fin de la réfonte, il est nommé pour rejoindre la nouvelle 1re flottille de drageurs de mines (1st Minesweeping Flotilla) avec les HMS Britomart, Gleaner, Halcyon, Harrier, Hussar, Salamander, Seagull et Speedwell.
Tout au long des mois de février et mars, ils exercent leurs fonctions en mer du Nord et sont ensuite nommés pour un rôle de soutien pendant le débarquement de Normandie.
Avant les débarquements, le Jason est affecté à nettoyer le canal 9 devant les forces de débarquement, aucune mine n'est découverte, mais des batteries côtières tiré sur le Jason. Il continue à soutenir pendant les jours suivants, ainsi que de fournir une escorte pour son navire amiral, le croiseur léger Scylla (98). Le 18 juin, il est impliqué dans une collision qui cause d’importants dommages et inondations, et il doit donc se retirer sur Portsmouth pour y être réparé.

#### Déminages post-débarquement
Elle a repris son service dans la 1ère Flottille de déminage en août après sa rééchantion. Ils opéraient maintenant à partir du port de Mulberry à Arromanches, avec des instructions pour garder le canal entre là et Portsmouth à l’abri des mines.
Le 22 août, ils ont été déployés pour dégager un champ de mines magnétique au large de Cap d’Antifer en vue du HMS Warspite, d’Erebus et de Roberts pour s’installer et bombarder les positions ennemies au Havre. Le 26 août, ils ont reçu l’ordre de retourner à leur précédent rôle entre Arromanches et Portsmouth, mais à une demande spécifique du commandant Crick du HMS Jason, qui a noté que la zone de Cap d’Antifer n’était pas encore en sécurité, ils ont été autorisés à rester dans la région pour un autre jour et à accomplir la tâche.

#### Sous le feu allié
Après que les armées alliées furent mises à terre en toute sécurité en Normandie, le dragage des mines commence au large des ports de la Manche et avec les Britomart, Hussar (J82) et Salamander (J86), le Jason est affecté à la 1re Flottille de dragueurs de mines (1MSF) et nettoient les champs de mines de l'Axe au nord de la Normandie pour ouvrir des ports supplémentaires pour alimenter l'avance alliée. Dans l'après-midi du 27 août 1944, ils balayent au large du Cap d'Antifer en préparation de l'arrivée du cuirassé Warspite et surveillent les navires Erebus et Roberts pour engager l'artillerie côtière du Havre qui retardent l'avance des troupes canadiennes.
L'officier du quartier général affecté au projet de déminage à la 1MSF a négligé d'informer l'officier de pavillon de la zone d'assaut britannique sous les ordres du vice-amiral Rivett-Carnac, qui est chargé de défendre les plages d'invasion contre les torpilleurs rapides Schnellboote opérant du Havre. La 1MSF est observé sur le secteur sud-ouest de l'opération de déminage et supposé être des navires allemands attaquant les navires alliés au large des plages d'invasion. Le personnel de l'amiral demande aux 263e Squadron RAF et 266e Squadron RAF d'attaquer les présumés navires ennemis. Les escadrons ripostent avec 16 Hawker Typhoon armés de canons de 20 mm et de roquettes non guidées RP-3 hautement explosives de 60 livres. Les pilotes de la RAF identifient la 1MF comme une navigation probablement amicale, mais après avoir remis en question leurs ordres, on les informe que la Royal Navy n'a aucun navire dans la région.
Dans une attaque au soleil bien exécutée à 13h30, les Typhons coulent le Britomart et le Hussar  tandis que le Salamander est si endommagé au-delà des réparations économiques qu'il sera radié du service actif et considéré comme une perte totale. 86 marins britanniques sont tués et 124 autres sont blessés. La 1MF identifie les Typhons comme amis, et une mauvaise visibilité au soleil les a empêchés la reconnaissance précoce du "feu ami" imminent. Le Jason établit un contact radio pour mettre fin à l'attaque
Le Jason est ensuite mis en réparation à Portsmouth. Il faut un mois avant qu'il ne retourne au service actif. Pendant les deux derniers mois de 1944, il opère à partir d'Ostende en nettoyant les côtes belges.
En janvier 1945, la 1re Flottille de dragueurs de mines est réaffecté à Harwich pour contrer les efforts de mouillages de miniers des torpilleurs rapides Schnellboote allemands et des sous-marins de poche. En février, le Jason est nommé pour être révisé à Londres.
En avril 1945, il rejoint la 1re Flottille de dragueurs de mines à Harwich et continue le dragage à la recherche de mines en mer du Nord. Il continue à ce titre jusqu'à ce qu'une collision grave en mer du Nord avec le Hazard (J02) cause de graves dommages structurels, forçant un retour à Portsmouth pour des réparations. Après des réparations, il est de nouveau envoyé pour continuer à déminer la mer du Nord.

### Après-guerre
Le navire reste en service jusqu'en 1946, date à laquelle il est mis en réserve à Portsmouth et inscrit sur la liste des éliminations. Il est placé sur la liste des ventes et acquis le 3 septembre 1946 par Wheelock Marden &Co pour être utilisé comme navire marchand.
Rebaptisé Jaslock, ce navire est utilisé dans le commerce jusqu'en 1950, date à laquelle il est vendu à T W Ward pour être démoli à Grays dans l'Essex, où il arrive en remorque plus tard dans l'année pour son démantèlement.

### Honneurs de bataille
- ATLANTIC 1940
- NORTH SEA 1941-42
- ARCTIC 1943
- NORMANDY 1944

### Participation auxconvois
Le Jason a navigué avec les convois suivants au cours de sa carrière:
1. Convoi EN 3
2. Convoi EN 6
3. Convoi EN 9
4. Convoi EN 12
5. Convoi EN 12/1
6. Convoi EN 14
7. Convoi EN 17
8. Convoi EN 19
9. Convoi EN 21/1
10. Convoi EN 24
11. Convoi EN 25/1
12. Convoi EN 26
13. Convoi EN 28
14. Convoi EN 29/1
15. Convoi EN 31
16. Convoi EN 33/1
17. Convoi EN 34
18. Convoi EN 36/1
19. Convoi EN 39
20. Convoi EN 39/1
21. Convoi EN 45/1
22. Convoi EN 46
23. Convoi EN 48
24. Convoi EN 48/1
25. Convoi EN 50
26. Convoi EN 51/1
27. Convoi EN 54
28. Convoi EN 54/1
29. Convoi EN 55
30. Convoi EN 58
31. Convoi EN 60
32. Convoi EN 63
33. Convoi EN 63/1
34. Convoi EN 66
35. Convoi EN 66/1
36. Convoi EN 69
37. Convoi EN 69/1
38. Convoi EN 72
39. Convoi EN 72/1
40. Convoi EN 75
41. Convoi EN 75/1
42. Convoi EN 78
43. Convoi EN 80
44. Convoi EN 80/1
45. Convoi EN 82
46. Convoi EN 83/1
47. Convoi EN 89
48. Convoi EN 89/1
49. Convoi EN 91)
50. Convoi EN 92/1
51. Convoi EN 93
52. Convoi EN 95
53. Convoi EN 97
54. Convoi ETM 21
55. Convoi HX 66
56. Convoi HX 75
57. Convoi HX 79
58. Convoi HX 268
59. Convoi JW 53
60. Convoi KB 25S3
61. Convoi OA 203
62. Convoi OA 210
63. Convoi OA 221
64. Convoi OA 229
65. Convoi RA 54A
66. Convoi TC 2
67. Convoi WN 26
68. Convoi WN 34
69. Convoi WN 38
70. Convoi WN 42
71. Convoi WN 46
72. Convoi WN 49
73. Convoi WN 64
74. Convoi WN 67
75. Convoi WN 73
76. Convoi WN 79
77. Convoi WN 85
78. Convoi WN 96
79. Convoi WN 100
80. Convoi WN 202
81. Convoi WN 213
82. Convoi WN 216
83. Convoi WN 218
84. Convoi WN 262
85. Convoi WN 268
86. Convoi WN 271
87. Convoi WN 274
88. Convoi WN 277
89. Convoi WN 279
90. Convoi WN 281
91. Convoi WN 288
92. Convoi WN 290
93. Convoi WN 292
94. Convoi WN 296

### Commandement
- Commander (Cdr.) Alun Jones (RN) du 1er avril 1939 au 28 septembre 1939
- Lieutenant Commander (Lt.Cdr.) Douglas Henry Fryer (RN) du 28 septembre 1939 au 21 juin 1940
- Lieutenant Commander (Lt.Cdr.) Reginald Ernest Terry (RN) du 21 juin 1940 au 14 octobre 1942
- Commander (Cdr.) Herbert Guy Abbott Lewis (RN) du 14 octobre 1942 au 5 janvier 1944
- Lieutenant Commander (Lt.Cdr.) Harry Layland Dudley Hoare (RN) du 5 janvier 1944 au 25 décembre 1944
- T/A/Lieutenant Commander (T/A/Lt.Cdr.) Harry Layland Dudley Hoare (RNR) du 25 décembre 1944 à fin 1945